# Burcy (Calvados)
Burcy település Franciaországban, Calvados megyében. Lakosainak száma 403 fő (2018. január 1.). Burcy Chênedollé, Le Désert, La Graverie, Presles, Vaudry, Viessoix, Vire és Vire-Normandie községekkel határos.

## Népesség
A település népességének változása:
| Lakosok száma | 380  | 343  | 351  | 355  | 346  | 366  | 377  | 387  | 410  | 403  |
|               | 1962 | 1968 | 1982 | 1990 | 1999 | 2008 | 2011 | 2013 | 2017 | 2018 |